# NES Four Score
NES Four Score — multitap-аксессуар, созданный компанией Nintendo в 1990 году для приставки Nintendo Entertainment System. Данный аксессуар используется для обеспечения игрового процесса в некоторых играх до четырёх игроков. NES Four Score аналогичен ранее выпущенному аксессуару NES Satellite — устройству, которое позволяет четырём игрокам подключаться к приставке NES и расширять диапазон действий с помощью инфракрасной беспроводной связи.
До появления поддержки multitap на NES, игры для данной приставки, поддерживающие более двух игроков, требовали, чтобы игроки разделялись по парам, а затем чередовали свои действия, используя одну и ту же пару контроллеров от NES. Некоторые игры, которые изначально поддерживают более двух игроков, например, некоторые аркадные игры поддерживают одновременно только двух игроков на своих NES версиях.
Данный multitap подключается к обоим портам контроллеров на консоли NES, и позволяет подключить четыре контроллера от NES для игры на четырёх игроков. На NES Four Score есть функция переключения между режимами двух и четырёх игроков, а также есть турбо-кнопки A и B, которые увеличивают любому из подключённых контроллеров скорость частоты процессора. NES Four Score также можно использовать в качестве удлинителя провода контроллера, поскольку провод, ведущий от аксессуара к игровой приставке, имеет длину в несколько футов.

## Игры
Данные лицензионные игры совместимы с NES Four Score, одновременно для двух и более игроков:
- Bomberman II
- Danny Sullivan's Indy Heat
- Exploding Fist (не изданная)
- Gauntlet II
- Greg Norman's Golf Power
- Harlem Globetrotters
- Kings of the Beach[3]
- Magic Johnson's Fast Break
- Monopoly
- Monster Truck Rally
- M.U.L.E.
- NES Play Action Football
- A Nightmare on Elm Street[4]
- Nintendo World Cup[5]
- R.C. Pro-Am II
- Rackets & Rivals
- Rock 'n Ball
- Roundball: 2 on 2 Challenge
- Spot: The Video Game
- Smash TV
- Super Off Road
- Super Jeopardy!
- Super Spike V'Ball
- Swords and Serpents
- Top Players' Tennis

Данные homebrew игры также совместимы с NES Four Score:
- Justice Duel
- Micro Mages

## Адаптер для четырёх игроков
Адаптер для четырёх игроков (яп. 4人プレイヤーズアダプタ) — лицензионное периферийное устройство, выпущенное компанией Hori для японской приставки Famicom. Является эквивалентом приставки Famicom для NES Four Score. Цель данного устройства состоит в том, чтобы одновременно позволять четырём игрокам играть в совместимые игры, позволяя подключать дополнительные контроллеры через порт расширения приставки. Адаптер также оснащен переключателем, который позволяет первым двум игрокам использовать внешние контроллеры вместо стандартных контроллеров от Famicom, предоставляя каждому игроку выбор с использованием внешнего контроллера. Многие игры из серии Kunio-kun (от компании TechnōS Japan) поддерживают данный адаптер.

### Игры
- Bomberman II
- Downtown Nekketsu Kōshinkyoku: Soreyuke Daiundōkai
- Ike Ike! Nekketsu Hockey Bu: Subette Koronde Dai Rantō
- Kunio-kun no Nekketsu Soccer League
- Moero TwinBee: Cinnamon-hakase o Sukue! (на трёх игроков)
- Nekketsu Kakutō Densetsu
- Nintendo World Cup
- Nekketsu Kōkō Dodge Ball Bu
- Nekketsu! Street Basket: Ganbare Dunk Heroes
- Spot: The Video Game
- Super Spike V'ball
- U.S. Championship V'Ball
- Wit's
- R.C. Pro-Am
- R.C. Pro-Am II